# Kader Mangane
Kader Mangane (* 23. března 1980 Thiès, Senegal) je senegalský fotbalista, který hraje na postu obránce, v současnosti hraje za francouzský klub Gazélec Ajaccio.